# Čertižské sedlo
Čertižské sedlo (polsky Przełęcz Beskid nad Czeremcha, (581 m n. m.) je sedlo v severním hřebeni Laborecké vrchoviny, ze kterého vybíhá na jihovýchod Medzilaborecká brázda. Leží mezi vrchy Klin (687,1 m n. m.) a Fedorkov (766,3 m n. m.) a je pramennou oblastí Laborce.
Sedlem vede silnice II/559 z Medzilaborce do polské obce Jaśliska, která však není v současné době v provozu a končí 3 km jihovýchodně od sedla v obci Čertižné. Prochází tudy také mezinárodní turistická trasa E3 od Dukelského průsmyku dále na východ a také lyžařská turistická trasa z obce Čertižné dále po hřebeni.
Sedlem prochází slovensko-polská státní hranice.